# 東京川崎財閥

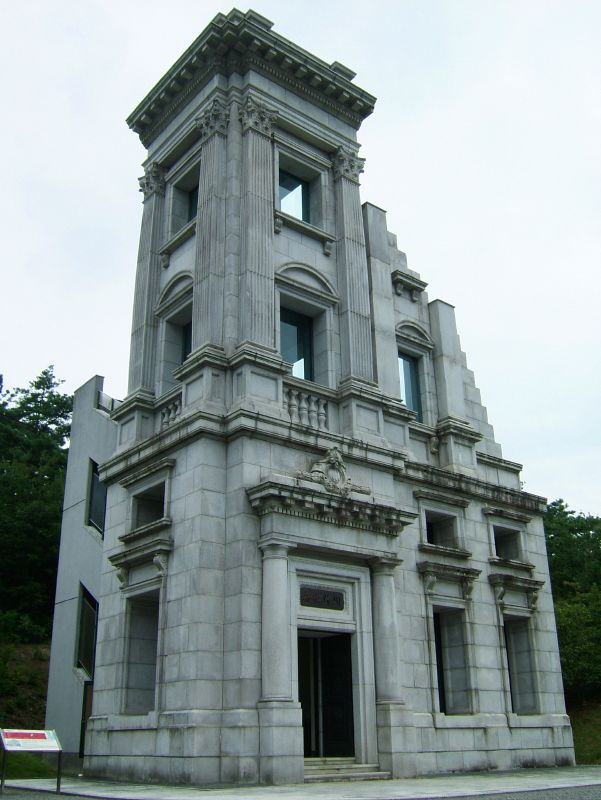
旧川崎銀行本店・外壁部分（博物館明治村に移築・展示）

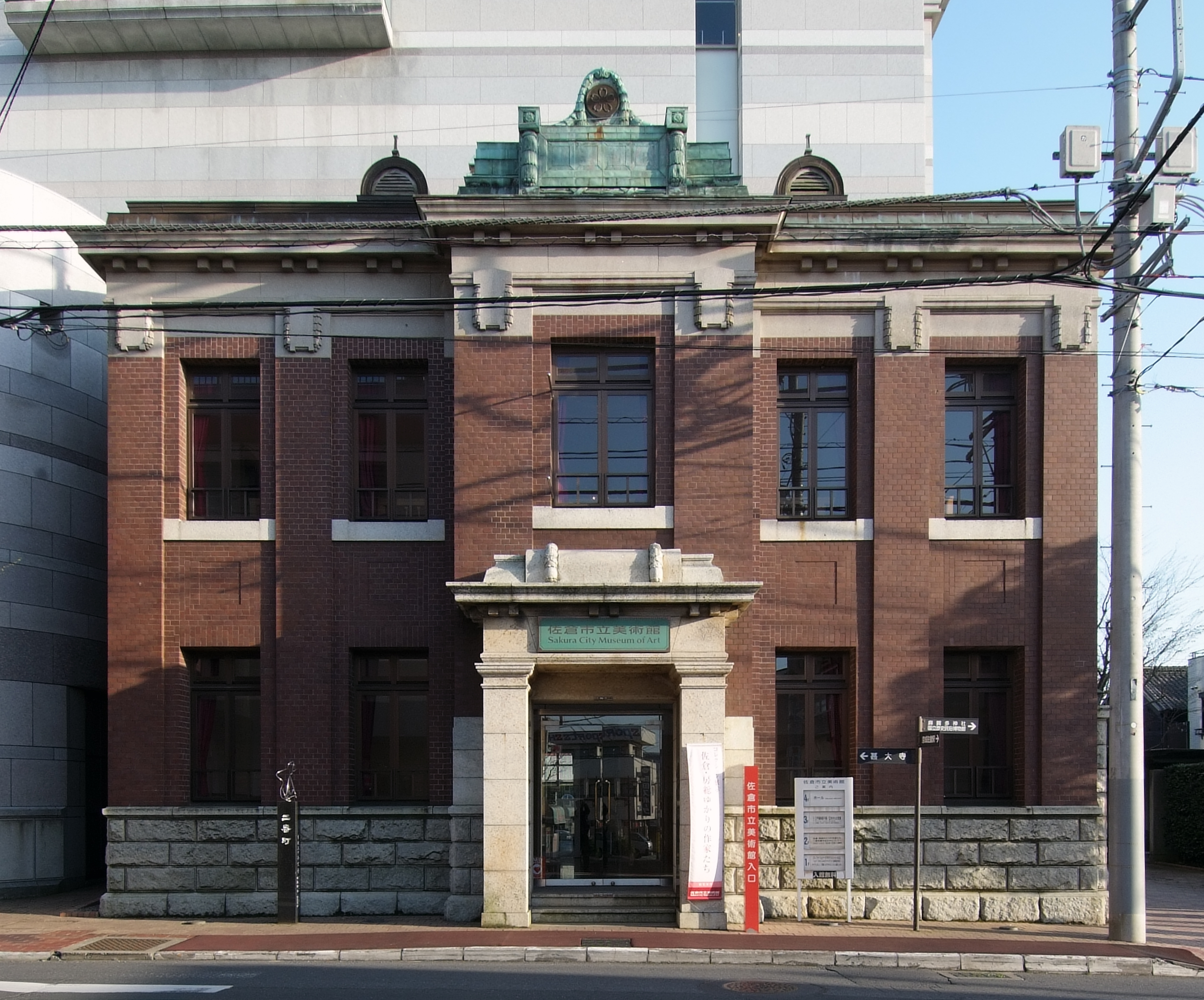
旧川崎銀行佐倉支店（現在は佐倉市立美術館として使われている）

東京川崎財閥（とうきょうかわさきざいばつ）は、川崎八右衛門によって設立された関東の財閥。単に「川崎財閥」と呼ばれることもあるが、川崎重工業を中心にする神戸川崎財閥とは無関係。創業者の名前から「川崎八右衛門財閥」とも、財閥の性格から「川崎金融財閥」とも呼ばれる。

## 概要
水戸藩勘定方であった川崎八右衛門が1872年に東京に進出し川崎組を設立。1892年に日本火災保険（日本火災海上保険、日本興亜損害保険を経て、現：損害保険ジャパン）を設立。この川崎組が1893年に合資会社川崎銀行に発展し、1919年に株式会社川崎銀行となる。このほか、1876年に安田善次郎と共に東京・日本橋小舟町に第三国立銀行（現：みずほ銀行）の設立にも参画した。
東京川崎財閥は川崎銀行を中核企業として金融財閥として発展。川崎家が水戸出身であったことから、常陽銀行、足利銀行、千葉合同銀行（現：千葉銀行）、横浜銀行の前身である明和銀行、鎌倉銀行の経営にも参画し傘下に置いた。
さらに1914年には、日本火災保険に日華生命保険（1941年に同社および傘下においていた福徳生命保険と国華徴兵保険が合併し、第百徴兵保険として発足。1945年に第百生命に商号変更。現：マニュライフ生命保険）を設立し保険部門に参入した。また1927年には、川崎信託（日本信託銀行を経て、現：三菱UFJ信託銀行）も設立し信託部門に進出した。ほかに貿易や鉱業などにも進出した。
昭和金融恐慌からの影響によって川崎銀行は経営不振に陥ったが、井上準之助蔵相の斡旋によって第百銀行と合併、川崎第百銀行となった。1936年に同行は、傘下に置く川崎貯蓄銀行と東京貯蔵銀行を吸収合併し、第百銀行に商号変更した。しかし、戦時統合によって第百銀行は1943年10月に三菱銀行（現：三菱UFJ銀行）に吸収合併された。

### 戦後
戦後の財閥解体で財閥本社の定徳会は解散させられた。そこで、資産管理会社「川崎定徳」を設立。旧川崎財閥が東京・日本橋、六本木、新宿のほか、水戸、仙台、名古屋、大阪などに保有していた膨大な不動産管理にあたることになった。
1953年に3代目当主である川崎守之助に気に入られた佐藤茂が川崎定徳に入社。総務部長に就き、所有不動産を不法占拠していた暴力団やゴロツキ連中を一掃。手腕を発揮し、守之助の絶大なる信頼を得た。佐藤は守之助の遺言で1973年4月、川崎定徳の終身社長に就任した。入社して20年が経過した頃、佐藤は守之助の長男である川崎雄厚が社長を継ぐべきだと思ったが、川崎一族が必死になって社長続投を願ったという。
佐藤は平和相互銀行事件で、小宮山一族側に立って同相銀の内紛に介入。また東京佐川急便事件では、稲川会会長が資金集めをしたゴルフ場の経営に一時参加していたことから、その人脈に注目が集まった。このほか平和相銀を吸収合併した住友銀行で融資第三部長を担当していた専務であった西川善文が佐藤と直談判して、平和相銀を合併後、佐藤の要請を受け融資第三部が貸し込んだ金の保証を依願したと自著で明かしている。佐藤は1994年8月に死去。死去後、川崎定徳社長には川崎家4代目の川崎雄厚が就任した。

## スターツ日本橋ビル
矢部又吉が設計を手掛け、1927年に竣工したルネサンス式の銀行建築である川崎銀行本店は、後に日本信託銀行本店として55年余り使用され、建て替え工事に入る前の1986年に、建物の一部が博物館明治村に「川崎銀行本店（建物の行名は日本信託銀行）」として移築された。1989年に旧本店跡に竣工した川崎定徳本館・日本信託銀行本店（現在のスターツ日本橋ビル）には、旧本店の意匠が継承されている。

## 流れを汲む主な会社
| - 三菱UFJ信託銀行（川崎信託） - 三菱UFJ銀行（第百銀行） - マニュライフ生命保険（第百生命） - 常陽銀行 - 足利銀行 - 千葉銀行 | - 横浜銀行（明和銀行、鎌倉銀行） - 東日本銀行 - 三井住友銀行（太陽銀行） - AIG損害保険（富士火災） - 損害保険ジャパン（日本火災） |